# 圣莫尔 (瓦兹省)
圣莫尔（法語：Saint-Maur，法語發音：[sɛ̃ mɔʁ] ⓘ）是法国瓦兹省的一个市镇，位于该省西北部，属于博韦区。

## 地理
圣莫尔（49°36'57"N, 1°55'4"E）面积7.76 平方千米，位于法国上法蘭西大區瓦兹省，该省份为法国北部内陆省份，北起索姆省，西接厄尔省和滨海塞纳省，南至塞纳-马恩省和瓦兹河谷省，东临埃纳省。
与圣莫尔接壤的市镇（或旧市镇、城区）包括：布里奥、布龙博、方丹拉瓦加讷、戈德沙尔、欧博、鲁瓦布瓦西、泰里讷、蒂约卢瓦圣安托万。

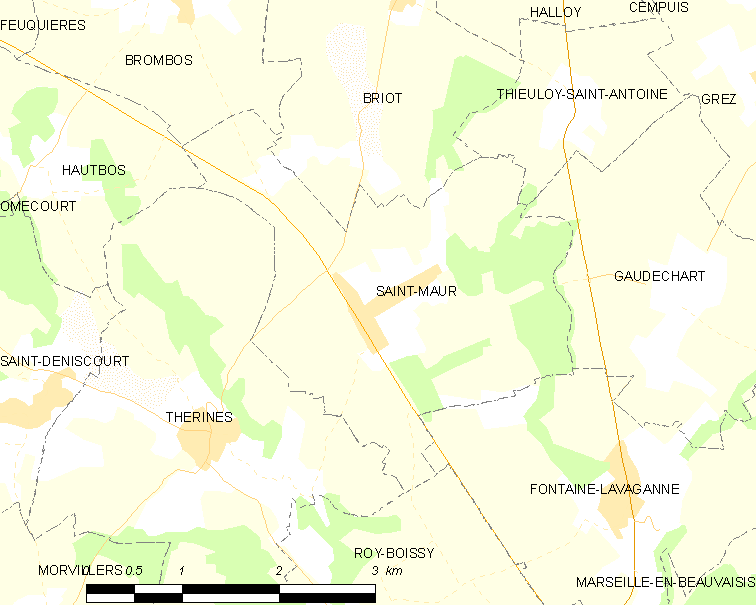
的OSM定位图

圣莫尔的时区为UTC+01:00、UTC+02:00（夏令时）。

## 行政
圣莫尔的邮政编码为60210，INSEE市镇编码为60588。

## 政治
圣莫尔所属的省级选区为格朗维利耶县。

## 人口

1962-2008年间人口变化图示

圣莫尔于2022年1月1日时的人口数量为388人。